# Jochem Dobber
Jochem Dobber (né le 8 juillet 1997) est un athlète néerlandais spécialiste du 400 mètres.

## Biographie
En 2021, lors des Championnats d'Europe en salle, il se classe cinquième de l'épreuve du 400 mètres et remporte celle du relais 4 × 400 mètres en compagnie de ses compatriotes Liemarvin Bonevacia, Ramsey Angela et Tony van Diepen. Plus tard dans la saison, il remporte le relais 4 × 400 mètres des Relais mondiaux 2021, toujours en compagnie de Bonevacia, Angela et van Diepen, dans une compétition marquée par l'absence d'un grand nombre de nations.

## Palmarès
| Date | Compétition                    | Lieu    | Résultat | Épreuve   | Temps         |
| ---- | ------------------------------ | ------- | -------- | --------- | ------------- |
| 2021 | Championnats d'Europe en salle | Toruń   | 1er      | 4 × 400 m | 3 min 06 s 06 |
| 2021 | Championnats d'Europe en salle | Toruń   | 5e       | 400 m     | 46 s 82       |
| 2021 | Relais mondiaux                | Chorzów | 1er      | 4 × 400 m | 3 min 03 s 45 |
| 2021 | Jeux olympiques                | Tokyo   | 2e       | 4 x 400 m |               |
| 2022 | Championnats d'Europe          | Munich  | 5e       | 4 x 400 m | 3 min 01 s 34 |